# Pedicab

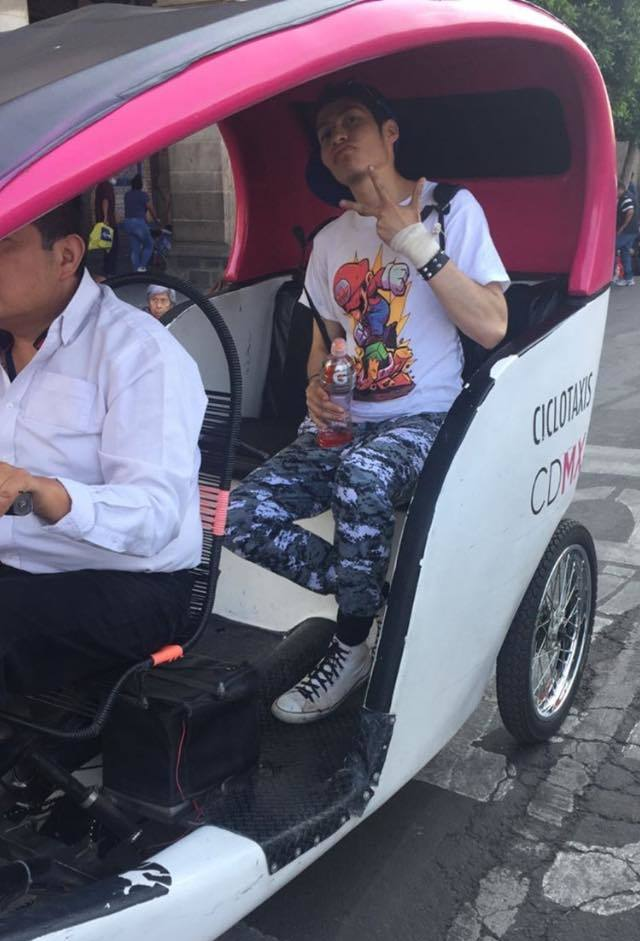
Riksa Mexikóban

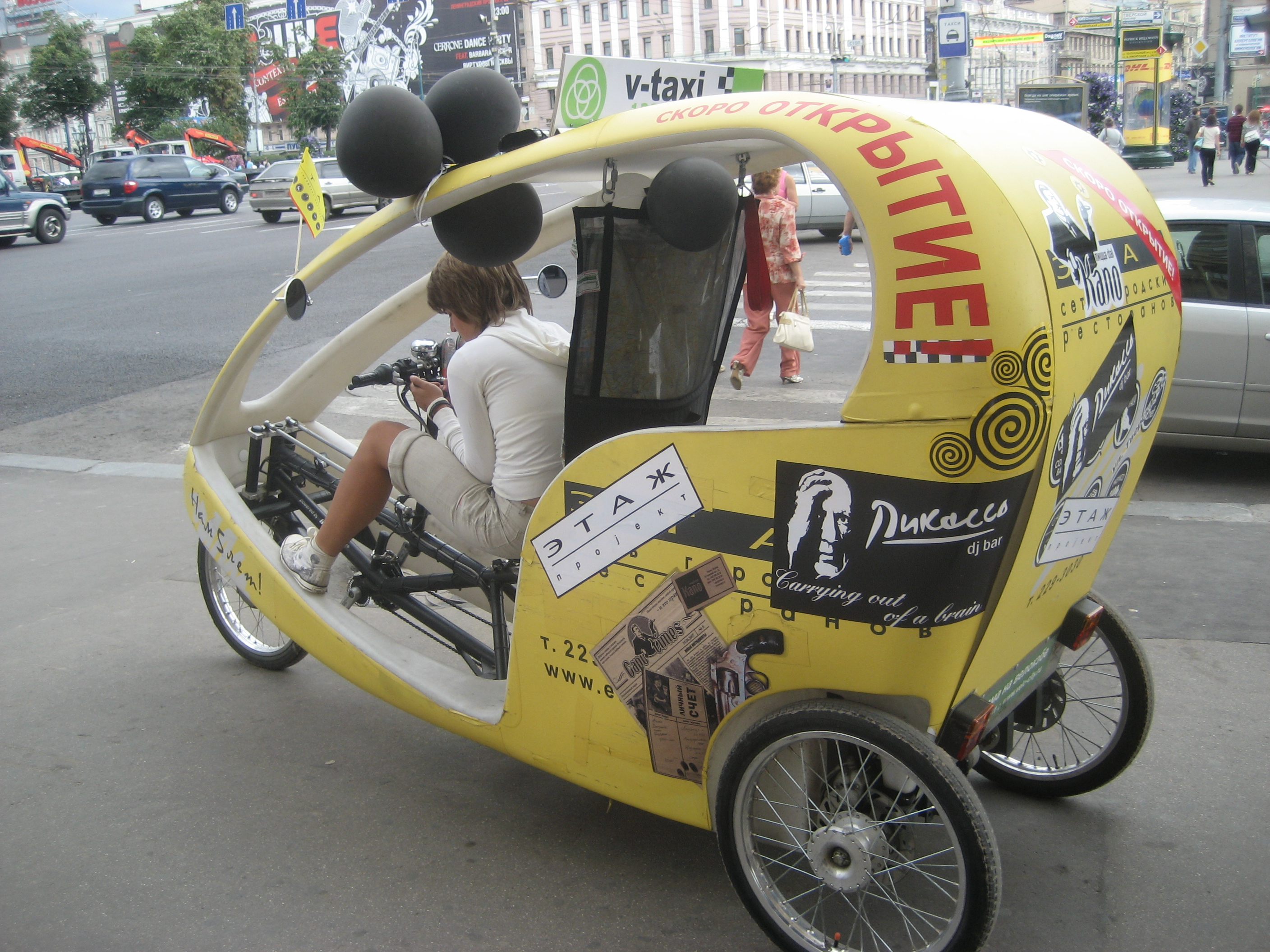
Modern riksa Moszkvában

A pedicab szárazföldi jármű, emberi erővel működtetett taxi, az újkori riksa. A kifejezés a pedi, láb (latin) és a cab, taxi (angol) szavakból eredeztethető.

## Elterjedése
A klasszikus riksák után, a technika fejlődésének köszönhetően az utóbbi évtizedekben megszülettek a különböző modern építésű riksák (Pedicab, Velocab, Veloform, Cycles Maximus stb.), amelyekből mára már több ezer fut a világ számos városában Amerikától Ázsián át Európáig. A rohamos elterjedésük a nagyvárosokban annak köszönhető, hogy rendkívül praktikus a használatuk, hiszen káros anyag kibocsátása nélkül képesek a forgalomban, de akár azoktól elzárt területeken is közlekedni, és a klasszikus személyszállítás mellett mozgássérültek, idősek, túlsúlyosak számára is ideális közlekedési eszközként. A riksával való utazás mára elismert közlekedési alternatíva számos modern nagyvárosban, emellett a környezettudatos gondolkodás és viselkedés egyik zászlóvivője.